# 13853 Jenniferfritz
A 13853 Jenniferfritz (ideiglenes jelöléssel 1999 XR96) a Naprendszer kisbolygóövében található aszteroida. A LINEAR projekt keretében fedezték fel 1999. december 7-én.